# 399

399(삼백구십구)는 398보다 크고 400보다 작은 자연수다.

## 수학
- 합성수로, 그 약수는 1, 3, 7, 19, 21, 57, 133, 399다. 진약수의 합은 241이므로, 399는 부족수다.
- 43번째 쐐기수다. 앞의 쐐기수는 385, 다음 쐐기수는 402이다.
  - 11번째 홀수 쐐기수다. 앞의 홀수 쐐기수는 385, 다음은 429다.
- {\displaystyle 399=19\times 21}
  - 연속하는 두 홀수의 곱으로 나타낼 수 있으며, 이 성질을 지닌 앞의 수는 323, 다음 수는 483이다.

## 과학
- NGC 399(영어판): 물고기자리 방향에 있는 막대나선은하.

## 교통
- 일본 399번 국도(일본어판): 후쿠시마현 이와키시에서 야마가타현 난요시까지 이어지는 일본의 국도.
- 현도 제399호선

## 군사
- U-399(영어판, 독일어판): 제2차 세계 대전에 사용된 나치 독일의 군용 잠수함.

## 문화유산
- 대한민국의 보물 제399호: 홍성 고산사 대웅전
- 대한민국의 사적 제399호: 서울 양화나루와 잠두봉 유적

## 기타
- 연도: 399년, 기원전 399년